# Lista odcinków serialu Hawaii Five-0
Poniżej znajduje się lista odcinków serialu kryminalnego Hawaii Five-0 emitowanego na CBS od 2010 do 2020 roku.Powstało 10 sezonów, który łącznie składają się z 240 odcinków. W Polsce serial był emitowany na Universal Channel i AXN.
| Sezon | Sezon | Odcinki | Oryginalna emisja | Oryginalna emisja | Oryginalna emisja    | Oryginalna emisja | Oryginalna emisja |
| Sezon | Sezon | Odcinki | Premiera sezonu   | Finał sezonu      | Premiera sezonu      | Finał sezonu      |                   |
| ----- | ----- | ------- | ----------------- | ----------------- | -------------------- | ----------------- | ----------------- |
|       | 1     | 24      | 20 września 2010  | 16 maja 2011      | 26 stycznia 2011     | 30 czerwca 2011   |                   |
|       | 2     | 23      | 19 września 2011  | 14 maja 2012      | 19 stycznia 2012     | 7 czerwca 2012    |                   |
|       | 3     | 24      | 24 września 2012  | 20 maja 2013      | 31 stycznia 2013     | 11 lipca 2013     |                   |
|       | 4     | 22      | 27 września 2013  | 9 maja 2014       | 16 lutego 2014       | 3 sierpnia 2014   |                   |
|       | 5     | 25      | 26 września 2014  | 8 maja 2015       | 12 października 2014 | 14 czerwca 2015   |                   |
|       | 6     | 25      | 25 września 2015  | 13 maja 2016      | 21 października 2015 | 20 czerwca 2016   |                   |
|       | 7     | 25      | 23 września 2016  | 12 maja 2017      | 20 października 2016 | 15 czerwca 2017   |                   |
|       | 8     | 24      | 29 września 2017  | 18 maja 2018      | 26 października 2017 | 18 maja 2018      |                   |
|       | 9     | 25      | 28 września 2018  | 17 maja 2019      | 29 października 2018 | 17 czerwca 2019   |                   |
|       | 10    | 22      | 27 września 2019  | 3 kwietnia 2020   | 21 października 2019 | 18 maja 2020      |                   |

## Sezon 1 (2010-2011)
| Nr | #  | Tytuł                 | Polski tytuł           | Reżyseria            | Scenariusz                                 | Premiera             | Premiera         |
| --- | -- | --------------------- | ---------------------- | -------------------- | ------------------------------------------ | -------------------- | ---------------- |
| 1 | 1  | Pilot                 | Pilot                  | Len Wiseman          | Alex Kurtzman Roberto Orci Peter M. Lenkov | 20 września 2010     | 26 stycznia 2011 |
| Steve McGarrett, odznaczony wieloma medalami oficer marynarki wojennej, powraca do rodzinnego Honolulu, aby pochować zamordowanego ojca. Od gubernatora stanu otrzymuje propozycję dowodzenia nową, elitarną jednostką policji, walczącą z przestępczością na Hawajach. Pierwszą sprawą grupa Steve'a jest dochodzenie w sprawie śmierci jego ojca. Policjanci odkrywają aferę korupcyjną oraz wpadają na trop działalności Yakuzy. |    |                       |                        |                      |                                            |                      |                  |
| 2 | 2  | Family                | Rodzina                | Brad Turner          | Sarah Goldfinger Paul Zbyszewski           | 27 września 2010     | 2 lutego 2011    |
| Porwany zostaje były ekspert w dziedzinie cyberterroryzmu. Zespół McGarretta musi odnaleźć zaginionego mężczyznę dla dobra bezpieczeństwa narodowego. |    |                       |                        |                      |                                            |                      |                  |
| 3 | 3  | Respect the Land      | Szacunek dla ziemi     | Paul Edwards         | Carol Barbee Kyle Harimoto                 | 4 października 2010  | 9 lutego 2011    |
| Nasilająca się wojna gangów wywołuje zamęt na szkolnym meczu football 'u. Zespół odkrywa związek pomiędzy samoańskimi gangami i kontynentalną mafią. |    |                       |                        |                      |                                            |                      |                  |
| 4 | 4  | Victory               | Zwycięzca              | Alex Zakrzewski      | Peter M. Lenkov Alex Kurtzman Roberto Orci | 11 października 2010 | 16 lutego 2011   |
| Zespół zostaje poproszony o odnalezienie niebezpiecznego zbiegłego więźnia. By go odszukać, trzeba jednak najpierw odkryć powód jego ucieczki. |    |                       |                        |                      |                                            |                      |                  |
| 5 | 5  | Forgotten/Missing     | Zaginiona              | Brad Turner          | J. R. Orci David Wolkove                   | 18 października 2010 | 23 lutego 2011   |
| Odnalezione zostają zwłoki córki amerykańskiego ambasadora. Steve i jego ludzie otrzymują zadanie odszukania zaginionej siostry ofiary. |    |                       |                        |                      |                                            |                      |                  |
| 6 | 6  | North Shore of Oʻahu  | Północny brzeg         | Matt Earl Beesley    | Carol Barbee Kyle Harimoto                 | 25 października 2010 | 2 marca 2011     |
| Zamordowany zostaje dyrektor naczelny dobrze prosperującej firmy surfingowej na północnym wybrzeżu. Zespół, aby wyjaśnić tę sprawę, musi poznać tajniki świata surfingu. |    |                       |                        |                      |                                            |                      |                  |
| 7 | 7  | Accept                | Akceptacja             | James Whitmore, Jr.  | Peter M. Lenkov Jim Galasso                | 1 listopada 2010     | 9 marca 2011     |
| Ścigany za morderstwo żołnierz z oddziału SEAL bierze zakładników i ukrywa się na pokładzie przekształconego w muzeum okrętu wojennego USS Missouri. |    |                       |                        |                      |                                            |                      |                  |
| 8 | 8  | Belief                | Wiara                  | Matt Earl Beesley    | Paul Zbyszewski Jim Galasso                | 8 listopada 2010     | 16 marca 2011    |
| Badając zabójstwo byłego partnera Danny'ego zespół boryka się z wydziałem spraw wewnętrznych, kilkoma podłymi gliniarzami i potężnym kartelem narkotykowym. |    |                       |                        |                      |                                            |                      |                  |
| 9 | 9  | The Siege             | Dziwna kradzież        | Brad Turner          | Peter M. Lenkov Shane Salerno              | 15 listopada 2010    | 23 marca 2011    |
| Członek służb bezpieczeństwa zostaje zabity, zanim udaje mu się zdemaskować planowany zamach na dyktatora, przybywającego na szczyt w sprawie pomocy. |    |                       |                        |                      |                                            |                      |                  |
| 10 | 10 | Race                  | Wyścig                 | Elodie Keene         | Sarah Goldfinger                           | 22 listopada 2010    | 6 kwietnia 2011  |
| Grupa złodziei zabija kilku ochroniarzy. Nie giną jednak żadne pieniądze. Jedyna poszlaka sprawia, że Danny zwraca się o pomoc do swej byłej żony. |    |                       |                        |                      |                                            |                      |                  |
| 11 | 11 | Paradise              | Raj                    | Frederick E. O. Toye | David Wolkove J. R. Orci                   | 6 grudnia 2010       | 13 kwietnia 2011 |
| Detektywi prowadzą śledztwo w sprawie porwania kobiety i morderstwa mężczyzny. Zdaniem doktor Bergmana nowe zabójstwo ma związek ze starymi zbrodniami. |    |                       |                        |                      |                                            |                      |                  |
| 12 | 12 | Desperate Measures    | Sprawa najwyższej wagi | Chris Fisher         | Peter M. Lenkov Carol Barbee Kyle Harimoto | 13 grudnia 2010      | 20 kwietnia 2011 |
| Święta Bożego Narodzenia. Ekipa McGarreta prowadzi negocjacje z Victorem Hesse'em, który zamordował ojca Steve'a. Mężczyzna przetrzymuje zakładników. Grozi, że wysadzi ładunek, który przyczepił do szyi China. |    |                       |                        |                      |                                            |                      |                  |
| 13 | 13 | The Beginning         | Początek               | Brad Turner          | Peter M. Lenkov Nicole Ranadive            | 3 stycznia 2011      | 27 kwietnia 2011 |
| Po porwaniu Mary Ann McGarrett detektywi zaczynają podejrzewać, że w morderstwo matki Steve'a może być zamieszana japońska mafia. |    |                       |                        |                      |                                            |                      |                  |
| 14 | 14 | An Innocent Man       | Niewinny człowiek      | Chris Fisher         | Peter M. Lenkov Paul Zbyszewski            | 17 stycznia 2011     | 4 maja 2011      |
| W trakcie pościgu policyjnego ginie kierowca. Prowadzi to do szokującego odkrycia. Zespół zmuszony jest skontaktować się z byłą narzeczoną China. |    |                       |                        |                      |                                            |                      |                  |
| 15 | 15 | Tidal Wave            | Fala pływowa           | Duane Clark          | Melissa Glenn Jessica Rieder               | 23 stycznia 2011     | 11 maja 2011     |
| W kierunku Hawajów zbliża się tsunami. W dniu, w którym pojawiła się informacja o zagrożeniu, zostaje porwany lokalny ekspert w dziedzinie meteorologii. Policjanci podejrzewają, że prognozy są oszustwem. Wiążą je z niedawnym uprowadzeniem. |    |                       |                        |                      |                                            |                      |                  |
| 16 | 16 | To Protect            | Troska                 | Brad Turner          | Carol Barbee Kyle Harimoto Shane Salerno   | 7 lutego 2011        | 18 maja 2011     |
| Najnowsze śledztwo zespołu detektywów dotyczy zaginięcia jedynego świadka w głośnym procesie o morderstwo. |    |                       |                        |                      |                                            |                      |                  |
| 17 | 17 | Pirate                | Piraci                 | Brad Turner          | Joe Halpin                                 | 14 lutego 2011       | 25 maja 2011     |
| Zespół stawia czoło piratom, którzy porwali dla okupu statek wycieczkowy, pełen spędzających na morzu ferie wiosenne studentów. |    |                       |                        |                      |                                            |                      |                  |
| 18 | 18 | The Long Goodbye      | Długie pożegnanie      | Eric Laneuville      | Paul Zbyszewski Mike Schaub                | 21 lutego 2011       | 1 czerwca 2011   |
| Zespół musi odszukać żądnego zemsty zamachowca, zanim podłoży on kolejne bomby i spowoduje więcej ofiar. Do miasta przybywa też brat Danny'ego, Matt. |    |                       |                        |                      |                                            |                      |                  |
| 19 | 19 | Heroes and Villains   | Bohaterowie i łotry    | Matt Earl Beesley    | J. R. Orci David Wolkove                   | 21 marca 2011        | 8 czerwca 2011   |
| Podczas zjazdu zespół poszukuje zabójcy miłośnika science-fiction, wyrzuconego z okna na wysokim piętrze. Do miasta przybywa agent CIA, aby spotkać się ze Steve'em. |    |                       |                        |                      |                                            |                      |                  |
| 20 | 20 | Shore                 | Na brzegu              | Larry Teng           | Elwood Reid                                | 11 kwietnia 2011     | 15 czerwca 2011  |
| Poszukując w dżungli hawajskich petroglifów, Steve i Danny natrafiają na ślad morderstwa. Kono poznaje prawdę na temat kariery policyjnej Chin Ho. |    |                       |                        |                      |                                            |                      |                  |
| 21 | 21 | Revenge               | Uderzenie              | Duane Clark          | Shane Salerno Peter M. Lenkov              | 18 kwietnia 2011     | 22 czerwca 2011  |
| Nowojorski detektyw policji próbuje się zemścić na przywódcy miejscowej mafii. Oddział 5.0 zmuszony jest interweniować. |    |                       |                        |                      |                                            |                      |                  |
| 22 | 22 | Close to Heart        | Blisko serca           | Brad Turner          | Peter M. Lenkov Kyle Harimoto              | 2 maja 2011          | 29 czerwca 2011  |
| Danny przesłuchuje modelki zamordowanego fotografa. Wkrótce dochodzi do wniosku, że ta sprawa może okazać się najciekawszą ze wszystkich dotychczasowych. |    |                       |                        |                      |                                            |                      |                  |
| 23 | 23 | Until the End is Near | Do samego końca        | Steve Boyum          | Peter M. Lenkov David Wolkove              | 9 maja 2011          | 30 czerwca 2011  |
| Informacje agenta Kaye'a pomagają policjantom w oblężeniu Wo-Fata. Tuż przed akcją Danny zostaje narażony na działanie groźnej substancji. |    |                       |                        |                      |                                            |                      |                  |
| 24 | 24 | Trust                 | Zaufanie               | Brad Turner          | Peter M. Lenkov Paul Zbyszewski            | 16 maja 2011         | 30 czerwca 2011  |
| Jeden z asystentów gubernator Jameson zostaje zabity. Podczas badania sprawy McGarrett odkrywa, że Jameson mogła współpracować z Wo Fatem i mieć związek ze śmiercią jego ojca. |    |                       |                        |                      |                                            |                      |                  |

## Sezon 2 (2011-2012)
| Nr | #  | Tytuł               | Polski tytuł       | Reżyseria            | Scenariusz                                    | Premiera             | Premiera         |
| --- | -- | ------------------- | ------------------ | -------------------- | --------------------------------------------- | -------------------- | ---------------- |
| 25 | 1  | Unbreakable         | Nie do przełamania | Steve Boyum          | Peter M. Lenkov Paul Zbyszewski               | 19 września 2011     | 19 stycznia 2012 |
| Danny sprowadza niespodziewaną pomoc, aby oczyścić z podejrzeń McGarretta. Kono zostaje zawieszona w obowiązkach na czas trwania wewnętrznego śledztwa.                         |    |                     |                    |                      |                                               |                      |                  |
| 26 | 2  | Taken               | Porwanie           | Duane Clark          | Melissa Glenn Jessica Rieder                  | 26 września 2011     | 26 stycznia 2012 |
| Oficer Lori Weston ma wnieść do zespołu umiejętności analityczne oraz dopilnować, Aby McGarrett i jego ludzie przestrzegali nowych reguł.                                       |    |                     |                    |                      |                                               |                      |                  |
| 27 | 3  | The Hero            | Bohater            | Jeffrey Hunt         | Elwood Reid                                   | 3 października 2011  | 2 lutego 2012    |
| McGarrett, z pomocą Joego White'a, próbuje odszukać zabójcę planującego atak na członków oddziału SEAL amerykańskiej marynarki wojennej.                                        |    |                     |                    |                      |                                               |                      |                  |
| 28 | 4  | Treasure            | Skarb              | Duane Clark          | David Wolkove                                 | 10 października 2011 | 9 lutego 2012    |
| Zespół odkrywa, że nieżyjący nurek szukał czegoś więcej, niż zatopionych skarbów. Chin Ho dowiaduje się, że Kono ma dostęp do jego policyjnego konta.                           |    |                     |                    |                      |                                               |                      |                  |
| 29 | 5  | Clean               | Czysta gra         | Steve Boyum          | Stephanie Sengupta                            | 17 października 2011 | 16 lutego 2012   |
| Trener drużyny siatkarek z Uniwersytetu Hawajskiego zostaje zamordowany. Dochodzenie prowadzi członków policyjnego zespołu do nowego szefa Kona.                                |    |                     |                    |                      |                                               |                      |                  |
| 30 | 6  | The Good Fight      | Dobra walka        | Larry Teng           | Kyle Harimoto                                 | 24 października 2011 | 23 lutego 2012   |
| Zespół próbuje wykryć, kto zabił znanego biznesmena. Tymczasem poszukującego odpowiedzi Joego odwiedza niepożądany gość.                                                        |    |                     |                    |                      |                                               |                      |                  |
| 31 | 7  | Sacred Bones        | Święte kości       | Joe Dante            | Michele Fazekas Tara Butters                  | 31 października 2011 | 1 marca 2012     |
| Śledztwo w sprawie podwójnego mordu na starym cmentarzu prowadzi do odkrycia kolejnych zwłok. Zespół uważa, że za wszystkim kryje się seryjny zabójca.                          |    |                     |                    |                      |                                               |                      |                  |
| 32 | 8  | Healing             | Uzdrowiciel        | Steve Boyum          | Joe Halpin                                    | 7 listopada 2011     | 8 marca 2012     |
| W rozbitym samolocie zostają znalezione zwłoki zamordowanej celniczki. Zespół prowadzi dochodzenie w sprawie, którą przed śmiercią badała ofiara.                               |    |                     |                    |                      |                                               |                      |                  |
| 33 | 9  | Identity            | Tożsamość          | Bryan Spicer         | Mike Schaub                                   | 14 listopada 2011    | 15 marca 2012    |
| Mężczyzna, który niedawno poddał się operacji plastycznej zostaje postrzelony w klatkę piersiową i obandażowany niczym mumia. Zespół bada sprawę jego zabójstwa.                |    |                     |                    |                      |                                               |                      |                  |
| 34 | 10 | Deceiver            | Oszust             | Kate Woods           | Peter M. Lenkov Paul Zbyszewski               | 21 listopada 2011    | 22 marca 2012    |
| Zespół odkrywa, że zabójstwo dziennikarza śledczego ma związek z Jenną, która poszukuje swojego uwięzionego w Korei Północnej narzeczonego.                                     |    |                     |                    |                      |                                               |                      |                  |
| 35 | 11 | Trapped             | Pułapka            | Paul Edwards         | Melissa Glenn Jessica Rieder                  | 5 grudnia 2011       | 29 marca 2012    |
| Handlarze narkotyków porywają szkolny autobus. Żądają wydania skonfiskowanej przez 5.0 kokainy. Joe White kontynuuje próby odnalezienia "Shelburne".                            |    |                     |                    |                      |                                               |                      |                  |
| 36 | 12 | Gone Forever        | Odszedł na zawsze  | Jeff T. Thomas       | Elwood Reid                                   | 12 grudnia 2011      | 5 kwietnia 2012  |
| Członkowie zespołu poznają szczegóły śledztwa kapitana Fryera, gdy odkrywają mężczyznę, pozostawionego na pewną śmierć w opuszczonym bunkrze.                                   |    |                     |                    |                      |                                               |                      |                  |
| 37 | 13 | The Fix             | Dylemat            | Steve Boyum          | Stephanie Sengupta                            | 2 stycznia 2012      | 12 kwietnia 2012 |
| Profesjonalne zabójstwo nastolatka zmusza członków zespołu zarówno do poszukiwań mordercy, jak i motywu zbrodni.                                                                |    |                     |                    |                      |                                               |                      |                  |
| 38 | 14 | The Package         | Pakiet             | Christine Moore      | David Wolkove                                 | 16 stycznia 2012     | 19 kwietnia 2012 |
| Chin Ho przynosi McGarrettowi zaskakujące wieści na temat Joego White'a. Rachel zaczyna przedwcześnie rodzić. Jest z nią Danny, gotów pomóc w każdej chwili.                    |    |                     |                    |                      |                                               |                      |                  |
| 39 | 15 | Out of the Past     | Z przeszłości      | Larry Teng           | Bill Nuss                                     | 6 lutego 2012        | 26 kwietnia 2012 |
| Danny'emu i jego rodzinie zaczyna grozić niebezpieczeństwo, kiedy na wyspę przybywa żądny zemsty, nieuczciwy policjant.                                                         |    |                     |                    |                      |                                               |                      |                  |
| 40 | 16 | The Reckoning       | Rachunek           | Eric Laneuville      | Paul Zbyszewski                               | 13 lutego 2012       | 3 maja 2012      |
| Podczas charytatywnego obiadu u gubernatora zostaje zamordowana kobieta. Prowadząc śledztwo zespół Five-0 posuwa się o krok za daleko i naraża się dostojnikowi.                |    |                     |                    |                      |                                               |                      |                  |
| 41 | 17 | Defender            | Obrońca            | Steve Boyum          | Noah Nelson Lisa Schultz                      | 20 lutego 2012       | 10 maja 2012     |
| W dżungli zostaje znalezione ciało zamordowanego mężczyzny w stroju hawajskiego wojownika. Zespół zwraca się o pomoc do miejscowego historyka.                                  |    |                     |                    |                      |                                               |                      |                  |
| 42 | 18 | Radio               | Radio              | Bryan Spicer         | Kyle Harimoto                                 | 27 lutego 2012       | 17 maja 2012     |
| Zespół prowadzi dochodzenie w sprawie tajemniczej śmierci didżeja radiowego. Zdobyte dowody wskazują na byłego oficera nowojorskiej policji.                                    |    |                     |                    |                      |                                               |                      |                  |
| 43 | 19 | Faith               | Wiara              | Frederick E. O. Toye | Joe Halpin                                    | 19 marca 2012        | 24 maja 2012     |
| Siostra McGarretta trafia do aresztu za przemyt wartych 20 milionów dolarów diamentów. McGarrett i Fryer kontaktują się ze znanym byłym więźniem.                               |    |                     |                    |                      |                                               |                      |                  |
| 44 | 20 | Abandoned           | Porzucony          | Jerry Levine         | Elwood Reid                                   | 9 kwietnia 2012      | 31 maja 2012     |
| Max odkrywa szokujące informacje dotyczące jego dzieciństwa. Mogą one pomóc naprowadzić na trop seryjnego mordercy, którego poszukuje policyjny zespół.                         |    |                     |                    |                      |                                               |                      |                  |
| 45 | 21 | Touch of Death      | Dotyk śmierci      | Bryan Spicer         | Michele Fazekas Tara Butters R. Scott Gemmill | 30 kwietnia 2012     | 7 czerwca 2012   |
| Zespół potrzebuje pomocy, kiedy terrorysta grozi uwolnieniem śmiertelnego wirusa w przypadku niespełnienia jego żądań. Ekipa z Hawajów łączy siły z zespołem NCIS: Los Angeles. |    |                     |                    |                      |                                               |                      |                  |
| 46 | 22 | Caught              | Schwytany          | Larry Teng           | Stephanie Sengupta                            | 7 maja 2012          | 7 czerwca 2012   |
| Dzięki obławie oddziału specjalnego Wo Fat trafia do aresztu. McGarrett odkrywa, że jakuza jest na ich tropie i obaj skazani są na śmierć.                                      |    |                     |                    |                      |                                               |                      |                  |
| 47 | 23 | Death in the Family | Śmierć w rodzinie  | Steve Boyum          | Peter M. Lenkov Paul Zbyszewski Elwood Reid   | 14 maja 2012         | 7 czerwca 2012   |
| Steve McGarrett i jego ludzie ścigają bandytów, którzy dokonali porwania dla okupu i chcą jednego z zakładników pozbawić życia.                                                 |    |                     |                    |                      |                                               |                      |                  |

## Sezon 3 (2012-2013)
| Nr | #  | Tytuł                  | Polski tytuł           | Reżyseria             | Scenariusz                               | Premiera             | Premiera         |
| --- | -- | ---------------------- | ---------------------- | --------------------- | ---------------------------------------- | -------------------- | ---------------- |
| 48 | 1  | Mother's Day           | Dzień matki            | Bryan Spicer          | Peter M. Lenkov                          | 24 września 2012     | 31 stycznia 2013 |
| Zespół ściga Wo Fata i Delana odpowiedzialnych za zabójstwo wysoko postawionej osoby. Steve odnajduje swoją matkę całą i zdrową.                                                                                           |    |                        |                        |                       |                                          |                      |                  |
| 49 | 2  | Doubt                  | Wątpliwość             | Frederick E. O. Toye  | Joe Halpin                               | 1 października 2012  | 7 lutego 2013    |
| Członkowie zespołu szukają złodziei okradających ekskluzywne sklepy z dziełami sztuki. Pomocą i poradą służy im były oszust, znawca sztuki August March.                                                                   |    |                        |                        |                       |                                          |                      |                  |
| 50 | 3  | Adrift                 | Na otwartym morzu      | Steve Boyum           | Elwood Reid                              | 8 października 2012  | 14 lutego 2013   |
| Wyprawa wędkarska McGarretta i Danny'ego zamienia się koszmar. Podczas gdy próbują pomóc mężczyźnie, który znalazł się w niebezpieczeństwie, ich łódź zostaje skradziona.                                                  |    |                        |                        |                       |                                          |                      |                  |
| 51 | 4  | Misfortune             | Nieszczęści            | Christine Moore       | Stephanie Sengupta                       | 15 października 2012 | 21 lutego 2013   |
| Ekipa wyjaśnia okoliczności śmierci zawodnika polo. Podczas treningu przed meczem ofierze ścięto głowę. Sprawca zabił jednak prawdopodobnie niewłaściwą osobę.                                                             |    |                        |                        |                       |                                          |                      |                  |
| 52 | 5  | Offering               | Oferta                 | Jerry Levine          | Peter M. Lenkov David Wolkove            | 5 listopada 2012     | 28 lutego 2013   |
| Trwa Halloween. Tymczasem zespół bada sprawę studentki pielęgniarstwa, która została poćwiartowana. Jak się okazuje dziewczynę zabito podczas satanistycznego rytuału.                                                     |    |                        |                        |                       |                                          |                      |                  |
| 53 | 6  | In a Time Past         | Historia z przeszłości | Sylvain White         | Peter M. Lenkov Ken Solarz               | 12 listopada 2012    | 7 marca 2013     |
| Danny przypadkiem uruchamia bombę. Jeśli się poruszy, to dojdzie do detonacji. Podczas rozbrajania ładunku przez saperów mężczyzna wspomina czasy, gdy był policjantem w New Jersey.                                       |    |                        |                        |                       |                                          |                      |                  |
| 54 | 7  | The Secret             | Tajemnica              | Larry Teng            | Mike Schaub                              | 19 listopada 2012    | 14 marca 2013    |
| Zostaje porwany młody haker komputerowy, który dopiero co opuścił schronisko dla nieletnich. Zespół policji wkracza do akcji.                                                                                              |    |                        |                        |                       |                                          |                      |                  |
| 55 | 8  | Evil Woman             | Zła kobieta            | Steve Boyum           | Stephanie Sengupta Courtney Kemp Agboh   | 26 listopada 2012    | 21 marca 2013    |
| Doris grozi niebezpieczeństwo, gdy jedna z jej niedoszłych ofiar, którą uznano za zmarłą, powraca na Hawaje, aby się zemścić.                                                                                              |    |                        |                        |                       |                                          |                      |                  |
| 56 | 9  | Death Wish             | Życzenie śmierci       | Gwyneth Horder-Payton | Bill Haynes                              | 3 grudnia 2012       | 28 marca 2013    |
| Danny rozpoczyna dochodzenie w sprawie listu z pogróżkami, zaadresowanego do modelki Victoria's Secret. Tymczasem McGarrett bada dziwny napad na bank.                                                                     |    |                        |                        |                       |                                          |                      |                  |
| 57 | 10 | Field Trip             | Wycieczka              | Eric Laneuville       | Michele Fazekas Tara Butters             | 10 grudnia 2012      | 4 kwietnia 2013  |
| Podczas biwaku z dziećmi Steve i jedna z dziewczynek stają się zakładnikami złodzieja brylantów. Adam zapoznaje Kono ze swym bratem, kryminalistą.                                                                         |    |                        |                        |                       |                                          |                      |                  |
| 58 | 11 | Guardian               | Opiekun                | Bryan Spicer          | Noah Nelson                              | 17 grudnia 2012      | 11 kwietnia 2013 |
| Steve spotyka chłopca, którego ojciec zaginął w dziwnych okolicznościach. Wspólnymi siłami próbują odnaleźć mężczyznę. |    |                        |                        |                       |                                          |                      |                  |
| 59 | 12 | Forbidden              | Zakazana               | Steven DePaul         | David Wolkove                            | 14 stycznia 2013     | 18 kwietnia 2013 |
| Zespół bada sprawę zabójstwa wykładowcy uniwersyteckiego. Wśród podejrzanych są szef ofiary, jego asystent i jeden ze studentów.                                                                                           |    |                        |                        |                       |                                          |                      |                  |
| 60 | 13 | Death Sentence         | Wyrok śmierci          | Steve Boyum           | Steve Cwik                               | 20 stycznia 2013     | 25 kwietnia 2013 |
| Chin zostaje uprowadzony. Budzi się w więziennej celi. Próbuje natychmiast uciec, aby uniknąć zdemaskowania przez współwięźniów.                                                                                           |    |                        |                        |                       |                                          |                      |                  |
| 61 | 14 | Scandal                | Skandal                | Larry Teng            | Mike Schaub                              | 21 stycznia 2013     | 2 maja 2013      |
| Śledztwo w sprawie zabójstwa prostytutki naprowadza członków zespołu na ślad zaginionego kongresmena. |    |                        |                        |                       |                                          |                      |                  |
| 62 | 15 | Hookman                | Hookman                | Peter Weller          | Glen Olson Rod Baker Joe Halpin          | 4 lutego 2013        | 9 maja 2013      |
| Z więzienia wychodzi przestępca odpowiedzialny za napad na bank. Próbuje zemścić się na policjantach, przez których stracił obie dłonie.                                                                                   |    |                        |                        |                       |                                          |                      |                  |
| 63 | 16 | Warrior                | Wojownik               | Larry Teng            | Al Septien Turi Meyer                    | 11 lutego 2013       | 16 maja 2013     |
| McGarrett wynajmuje prywatnego detektywa, aby śledził jego matkę. Córka ofiary strzelaniny zwraca się do policjantów o pomoc.                                                                                              |    |                        |                        |                       |                                          |                      |                  |
| 64 | 17 | The Game               | Mecz                   | Jeffrey Hunt          | Kyle Harimoto David Wolkove              | 18 lutego 2013       | 23 maja 2013     |
| Podczas weekendu, na który zaplanowany został ważny mecz, zespół detektywów wszczyna dochodzenie w sprawie zabójstwa. W śledztwie pomaga im znany piłkarz.                                                                 |    |                        |                        |                       |                                          |                      |                  |
| 65 | 18 | Dolls                  | Zboczeniec             | Duane Clark           | Michael Reisz Stephanie Sengupta         | 18 marca 2013        | 30 maja 2013     |
| Catherine prowadzi poszukiwania mordercy. Aby móc go tropić musi działać w przebraniu. |    |                        |                        |                       |                                          |                      |                  |
| 66 | 19 | Close Friend           | Bliski przyjaciel      | Jeff Cadiente         | Richard Arthur Kyle Harimoto             | 25 lutego 2013       | 6 czerwca 2013   |
| Policjanci badają okoliczności śmierci właściciela firmy turystycznej promującej pływanie z rekinami. Kamekona zdobywa licencję pilota helikoptera.                                                                        |    |                        |                        |                       |                                          |                      |                  |
| 67 | 20 | The Promise            | Obietnica              | Joe Dante             | Peter M. Lenkov Ken Solarz               | 15 kwietnia 2013     | 13 czerwca 2013  |
| Steve i Catherine zajmują się sprawą żołnierza, który poległ na służbie. Sytuacja ta skłania Steve'a do refleksji na temat jego własnych doświadczeń z wojny w Korei.                                                      |    |                        |                        |                       |                                          |                      |                  |
| 68 | 21 | Seek Within One's Soul | W głębi duszy          | Bryan Spicer          | Bill Haynes                              | 29 kwietnia 2013     | 20 czerwca 2013  |
| Prezenter talk-show i ekipa telewizyjna towarzyszą zespołowi w pracy. Prowadzone śledztwo staje się jednak zbyt niebezpieczne.                                                                                             |    |                        |                        |                       |                                          |                      |                  |
| 69 | 22 | To Take Captive        | Wygaszenie             | Steve Boyum           | Peter M. Lenkov Noah Nelson              | 6 maja 2013          | 27 czerwca 2013  |
| Zespół znajduje ciało 17-letniej dziewczyny, której porwanie zgłoszono 10 lat wcześniej. Okazuje się, że ci sami porywacze mogą mieć teraz nową ofiarę. Kono podejrzewa, że jej chłopak ukrywa przed nią jakieś tajemnice. |    |                        |                        |                       |                                          |                      |                  |
| 70 | 23 | Family Business        | Rodzinny Interes       | Larry Teng            | Eric Guggenheim                          | 13 maja 2013         | 4 lipca 2013     |
| Steve pomaga swojej matce odzyskać kompromitujący mikrofilm. Kono jest coraz bliższa odkrycia prawdy na temat Adama. |    |                        |                        |                       |                                          |                      |                  |
| 71 | 24 | Farewell and Take Care | Żegnaj, pilnuj się     | Bryan Spicer          | Peter M. Lenkov Ken Solarz David Wolkove | 20 maja 2013         | 11 lipca 2013    |
| Transportowany do więzienia przestępca zabija cztery osoby i znika z pokładu samolotu. Zespół wszczyna dochodzenie w tej sprawie.                                                                                          |    |                        |                        |                       |                                          |                      |                  |

## Sezon 4 (2013-2014)
| Nr | #  | Tytuł                         | Polski tytuł                      | Reżyseria           | Scenariusz                                  | Premiera             | Premiera         |
| --- | -- | ----------------------------- | --------------------------------- | ------------------- | ------------------------------------------- | -------------------- | ---------------- |
| 72 | 1  | We Need One Another           | Kochajcie jeden drugiego          | Bryan Spicer        | Peter M. Lenkov Ken Solarz                  | 27 września 2013     | 16 lutego 2014   |
| McGarrett próbuje wydobyć z Wo Fata informacje o swej matce. Nieoczekiwanie do więzienia i głównej siedziby policji włamują się terroryści. Biorą zakładników. |    |                               |                                   |                     |                                             |                      |                  |
| 73 | 2  | Fish Out of Water             | Zupełnie nowa sytuacja            | Joe Dante           | John Dove                                   | 4 października 2013  | 23 lutego 2014   |
| Policjant z Teksasu przybywa na wyspę, aby odnaleźć swoją zaginioną córkę. Dawny znajomy proponuje Catherine nową posadę. |    |                               |                                   |                     |                                             |                      |                  |
| 74 | 3  | The Truth Within              | Ukryta prawda                     | Duane Clark         | Steven Lilien Bryan Wynbrandt               | 11 października 2013 | 2 marca 2014     |
| Zespół bada sprawę morderstwa pary małżonków. Śmierć ofiar ma związek z tajnym stowarzyszeniem i kradzieżą cennych przedmiotów. |    |                               |                                   |                     |                                             |                      |                  |
| 75 | 4  | From This Day Forward         | Od dziś                           | Bryan Spicer        | Christina M. Kim David Wolkove              | 18 października 2013 | 9 marca 2014     |
| McGarrett i Danny muszą uporać się z osobistymi problemami. Tymczasem zespół prowadzi śledztwo w sprawie zabójstwa byłego więźnia. |    |                               |                                   |                     |                                             |                      |                  |
| 76 | 5  | Fallen Hero                   | Upadły bohater                    | Jeffrey Hunt        | Moira Kirland Eric Guggenheim               | 25 października 2013 | 16 marca 2014    |
| McGarrett szuka zabójcy swojego dawnego przyjaciela z marynarki, Billy'ego. Mężczyzna zginął podczas wykonywania wraz z Catherine zleconego im zadania. |    |                               |                                   |                     |                                             |                      |                  |
| 77 | 6  | Broken                        | Złamany                           | John Terlesky       | Sue Palmer David Wolkove                    | 1 listopada 2013     | 23 marca 2014    |
| Podczas gdy Max bierze udział w imprezie z okazji Halloween, policjant strzela do Michaela Besnera, szalonego lekarza. Śledczy wkrótce uświadamiają sobie, że Besner wszedł do kostnicy, by odciąć głowę ciału Lisy Mills, która zginęła w wypadku samochodowym. Rok po tym, jak kobieta została uznana za zaginioną, odnalazła się. Okazuje się, że była porwana do eksperymentów naukowych. |    |                               |                                   |                     |                                             |                      |                  |
| 78 | 7  | In Deep                       | W głębi                           | Joe Dante           | John Dove Noah Nelson Bradley Paul          | 8 listopada 2013     | 30 marca 2014    |
| Zespół opiekuje się dzieckiem siostry McGarreta. W tym czasie podczas tajnej misji zostaje zamordowany agent ATF. Śledczy mają za zadanie ustalić tożsamość zabójcy. |    |                               |                                   |                     |                                             |                      |                  |
| 79 | 8  | Reluctant Partner             | Oporni wspólnicy                  | Jerry Levine        | Steven Lilien Bryan Wynbrandt               | 15 listopada 2013    | 6 kwietnia 2014  |
| Kono wraca na Hawaje, by pomóc zespołowi schwytać Sato, który ujawnił, że Adam wciąż żyje. Gubernator Denning zmusza Grovera i McGarretta, by spróbowali wspólnie dostać nakaz aresztowania za niezapłacony parking dla Iana Wrighta. Niespodziewanie okazuje się, że Ian został porwany przez profesjonalnych złodziei napadających na banki. Mężczyzna jest hakerem, więc z pewnością będą go chcieli wykorzystać w trakcie skoku. |    |                               |                                   |                     |                                             |                      |                  |
| 80 | 9  | Happy Thanksgiving            | Wesołego święta dziękczynienia    | Allison Liddi-Brown | Eric Guggenheim Moira Kirland               | 22 listopada 2013    | 13 kwietnia 2014 |
| Zespół zajmuje się śledztwem w sprawie morderstwa Kylego Russa, agenta Secret Service, którego ciało znaleziono w beczce z ługiem. Niebawem prezydent przyjeżdża na Hawaje, by wziąć udział w tajnym spotkaniu z delegatami z Korei Północnej. Zidentyfikowany morderca, Dante Barkov, jest poszukiwany przez Interpol. Po schwytaniu jednego z jego wspólników okazuje się, że to nie prezydent jest następnym celem, lecz Andrea Hicks, młoda dziewczyna, która była świadkiem morderstwa w Dallas i odtąd musi się ukrywać. Agenci mają za zadanie odnaleźć Barkova zanim ten zastrzeli Andreę. W międzyczasie ciotka Deb odwiedza McGarretta z okazji święta dziękczynienia. |    |                               |                                   |                     |                                             |                      |                  |
| 81 | 10 | Honor Thy Father              | Szanuj ojca swego                 | Larry Teng          | Peter M. Lenkov Ken Solarz                  | 13 grudnia 2013      | 27 kwietnia 2014 |
| McGarretowi udaje się powstrzymać Davida Toriyamę przed zabójstwem weterana z Pearl Harbor, Ezra Clarka. Toriyama twierdzi, że Ezra zabił jego ojca podczas wojny w 1943 roku. Zespół zagłębia się w sprawę i dociera do informacji, że Clark nie miał nic wspólnego z morderstwem. Za zbrodnie odpowiada Joseph Archer, który niedawno zmarł. |    |                               |                                   |                     |                                             |                      |                  |
| 82 | 11 | Keepsake                      | Pamiątka                          | Bryan Spicer        | Bill Haynes                                 | 20 grudnia 2013      | 11 maja 2014     |
| Zespół bada sprawę morderstwa włamywacza. Śledczy docierają do listy domów, do których przestępca się włamał. Podczas gdy Catherine i Chin przeszukują domy, FBI informuje zespół, że sprawca jest seryjnym mordercą, który zabił przynajmniej 14 kobiet, więżąc je wcześniej przez dobę. |    |                               |                                   |                     |                                             |                      |                  |
| 83 | 12 | Now and Then                  | Teraz i wtedy                     | Peter Weller        | John Dove                                   | 10 stycznia 2014     | 18 maja 2014     |
| Zespół szuka Jacka Andersona, znajomego Grovera. Mężczyzna ucieka, po tym jak zabił w pobliskim barze gangstera. Śledztwo wykazuje, że Anderson tak naprawdę nazywa się Mitchell i jest byłym wojskowym, ściganym za nieumyślne spowodowanie śmierci młodej kobiety. |    |                               |                                   |                     |                                             |                      |                  |
| 84 | 13 | The Favor                     | Przysługa                         | Sylvain White       | Peter M. Lenkov Ken Solarz                  | 17 stycznia 2014     | 25 maja 2014     |
| Chin Ho zostaje wypytany przez agenta ds. zagranicznych o swoje relacje z Malią. Musi także zeznawać w sprawie popełnionego 15 lat temu morderstwa jego ojca. Chin podejrzewa, że zabójcą był brat Malii, Gabriel Waincroft. |    |                               |                                   |                     |                                             |                      |                  |
| 85 | 14 | Sins of the Father            | Grzechy ojca                      | Peter Weller        | David Wolkove                               | 31 stycznia 2014     | 8 czerwca 2014   |
| Roy Parish, uznany za winnego zabójstwa zarządcy nieruchomości, ucieka z gmachu sądu. Five-0 we współpracy z policją przeczesują wyspę w poszukiwaniu zbiega. Sprytny mężczyzna porywa Danny'ego i McGarretta. Szantażem zmusza ich, by pomogli mu udowodnić, że jest niewinny. Chce, by porozmawiali z jednym z głównych świadków, który – jak twierdzi Parish – kłamał pod przysięgą. |    |                               |                                   |                     |                                             |                      |                  |
| 86 | 15 | Buried Secrets                | Pogrzebane tajemnice              | Jerry Levine        | Moira Kirkland                              | 28 lutego 2014       | 15 czerwca 2014  |
| Zespół bada sprawę morderstwa agenta nieruchomości Guya Ingrama. Jego zmumifikowane szczątki zostały znalezione za ogrodzeniem jednego z domów, który sprzedawał. |    |                               |                                   |                     |                                             |                      |                  |
| 87 | 16 | Fire in the Sky               | Pożar w powietrzu                 | Jeffrey Hunt        | Steven Lilien Bryan Wynbrandt               | 7 marca 2014         | 22 czerwca 2014  |
| Para nowożeńców, celebrująca swój miesiąc miodowy, zostaje zastrzelona podczas wędkowania na morzu. W ich łodzi zostaje znaleziony kawałek tworzywa polimerowego. Jerry Ortega ujawnia, że zakochani być może byli świadkami upadku tajnego chińskiego satelity. |    |                               |                                   |                     |                                             |                      |                  |
| 88 | 17 | Beneath the Surface           | Pod powierzchnią                  | Bryan Spicer        | Bill Haynes John Dove                       | 14 marca 2014        | 29 czerwca 2014  |
| Zespół bada sprawę morderstwa nauczyciela Russella Donovona i uprowadzenia jego córki Kelly. Głównym podejrzanym jest okoliczny mechanik samochodowy Tommy Fa'aloa. W trakcie śledztwa detektywi uświadamiają sobie, że porwanie dziewczyny było sfingowane, a ona sama i Tommy są parą. |    |                               |                                   |                     |                                             |                      |                  |
| 89 | 18 | Reunited                      | Znowu razem                       | Sylvain White       | Christina M. Kim                            | 4 kwietnia 2014      | 6 lipca 2014     |
| Chin Ho i Jerry udają się na zjazd absolwentów. Podczas imprezy, ich dawna koleżanka z klasy Laura Richmond zostaje znaleziona martwa. Członkowie zespołu próbują dowiedzieć się, dlaczego kobieta pojawiła się na zjeździe, skoro w poprzednich latach nie wzięła udziału w ani jednej tego typu imprezie. |    |                               |                                   |                     |                                             |                      |                  |
| 90 | 19 | Blood Brothers                | Bracia krwi                       | Maja Vrvilo         | David Wolkove Steven Lilien Bryan Wynbrandt | 11 kwietnia 2014     | 13 lipca 2014    |
| Danny i McGarrett, podczas akcji, zauważają nieopodal nieznajomego mężczyznę. Niespodziewanie, budynek, w którym wszyscy trzej się znajdują, eksploduje. W wyniku zawalenia się stropu nieznajomy ginie, a Danny i Steve zostają uwięzieni pod gruzami. Reszta zespołu robi wszystko, by ich uratować. |    |                               |                                   |                     |                                             |                      |                  |
| 91 | 20 | Those Among Us                | Ci pośród nas                     | Jeff Cadiente       | John Dove                                   | 25 kwietnia 2014     | 20 lipca 2014    |
| Konserwator basenów Nico Kane zostaje znaleziony martwy. W trakcie śledztwa członkowie zespołu wpadają na trop radykalnej organizacji studenckiej, podjudzanej przez ukrywającego się w Jemenie islamistę. |    |                               |                                   |                     |                                             |                      |                  |
| 92 | 21 | Fair Winds and Following Seas | Pomyślne wiatry i bezkresnych wód | Jeffrey Hunt        | Peter M. Lenkov Ken Solarz Eric Guggenheim  | 2 maja 2014          | 27 lipca 2014    |
| Catherine dostaje złą wiadomość z Afganistanu. Syn jej przyjaciela zostaje uprowadzony. Catherine jedzie ze Steve'em do Afganistanu. Ratują kilkanaście dzieci, ale Najib nadal jest nie odnaleziony, a Steve zostaje porwany. Na pomoc jedzie mu Danny. Cathrine prowadzi dalsze poszukiwania Najiba. |    |                               |                                   |                     |                                             |                      |                  |
| 93 | 22 | Family Comes First            | Najbliżsi Najlepsi                | Bryan Spicer        | Peter M. Lenkov Ken Solarz                  | 9 maja 2014          | 3 sierpnia 2014  |

## Sezon 5 (2014-2015)
13 marca 2014 roku, stacja CBS zamówiła oficjalnie 5 sezon serialu Hawaii Five-0
| Nr  | #  | Tytuł                   | Polski tytuł                  | Reżyseria           | Scenariusz                                                        | Premiera             | Premiera             |
| --- | -- | ----------------------- | ----------------------------- | ------------------- | ----------------------------------------------------------------- | -------------------- | -------------------- |
| 94  | 1  | Nowhere to Hide         | Na widoku                     | Bryan Spicer        | Peter M. Lenkov, Ken Solarz                                       | 26 września 2014     | 12 października 2014 |
| 95  | 2  | Family Man              | Głowa rodziny                 | Sylvain White       | Steven Lilien, Bryan Wynbrandt                                    | 3 października 2014  | 19 października 2014 |
| 96  | 3  | The Last Break          | Ostatnia fala                 | Joe Dante           | Sarah Byrd                                                        | 10 października 2014 | 26 października 2014 |
| 97  | 4  | The Painter             | Budując przyszłość            | Peter Weller        | Peter Lenkov, Ken Solarz                                          | 17 października 2014 | 2 listopada 2014     |
| 98  | 5  | Legacy                  | Dziedzictwo                   | Bryan Spicer        | Eric Guggenheim                                                   | 24 października 2014 | 9 listopada 2014     |
| 99  | 6  | Unmasked                | Zdemaskowany                  | Joe Dante           | David Wolkove, Steven Lilien, Bryan Wynbrandt                     | 31 października 2014 | 16 listopada 2014    |
| 100 | 7  | If Perhaps              | Jeśli...                      | Larry Teng          | Peter M. Lenkov                                                   | 7 listopada 2014     | 23 listopada 2014    |
| 101 | 8  | Inside Job              | Wewnętrzna robota             | Jerry Levine        | Moira Kirland                                                     | 21 listopada 2014    | 30 listopada 2014    |
| 102 | 9  | Longshot                |                               | Bryan Spicer        | Sue Palmer                                                        | 12 grudnia 2014      | 7 grudnia 2014       |
| 103 | 10 | Broken Dreams           | Koniec marzeń                 | Sylvain White       | Peter M. Lenkov, Steven Lilien, Bryan Wynbrandt                   | 2 stycznia 2015      | 8 lutego 2015        |
| 104 | 11 | Stolen                  | Kradzież                      | Jeffrey Hunt        | David Wolkove                                                     | 9 stycznia 2015      | 15 lutego 2015       |
| 105 | 12 | Not Forgotten           | W pamięci                     | Brad Tanenbaum      | John Dove                                                         | 16 stycznia 2015     | 22 lutego 2015       |
| 106 | 13 | Doomsday                | Dzień zagłady                 | Peter M. Lenkov     | Sarah Byrd                                                        | 30 stycznia 2015     | 1 marca 2015         |
| 107 | 14 | Blackout                | Zaciemnienie                  | Peter Weller        | Travis Donnelly, Eric Guggenheim                                  | 6 lutego 2015        | 15 marca 2015        |
| 108 | 15 | Searching for the Truth | Szukając prawdy               | Allison Liddi Brown | Kenny Kyle                                                        | 13 lutego 2015       | 22 marca 2015        |
| 109 | 16 | EMBERS                  | Pożoga                        | Joe Dante           | Akeba Gaddis Lynn, John Dove                                      | 20 lutego 2015       | 29 marca 2015        |
| 110 | 17 | Stakeout                | Obserwacja                    | Daniel Dae Kim      | David Wolkove, Lorenzo Manetti                                    | 27 lutego 2015       | 5 kwietnia 2015      |
| 111 | 18 | Justice for All         | Sprawiedliwość dla wszystkich | Larry Teng          | Peter M. Lenkov, Ken Solarz                                       | 6 marca 2015         | 12 kwietnia 2015     |
| 112 | 19 | Close Shave             |                               | Jerry Levine        | Steven Lilien, Bryan Wynbrandt                                    | 13 marca 2015        | 19 kwietnia 2015     |
| 113 | 20 | Instinct                | Instynkt                      | Maja Vrvilo         | Peter M. Lenkov, Peter M. Tassler, Moira Kirland, Eric Guggenheim | 3 kwietnia 2015      | 3 maja 2015          |
| 114 | 21 | Fallen Star             | Upadła gwiazda                | James Wilcox        | David Wolkove                                                     | 10 kwietnia 2015     | 10 maja 2015         |
| 115 | 22 | Chasing Yesterday       | W pogoni za wczoraj           | Stephen Herek       | John Dove                                                         | 24 kwietnia 2015     | 17 maja 2015         |
| 116 | 23 | Sharing Traditions      |                               | Eagle Egilsson      | Peter M. Lenkov, Ken Solarz, Jessica Granger                      | 1 maja 2015          | 24 maja 2015         |
| 117 | 24 | Prey                    |                               | Maja Vrvilo         | Eric Guggenheim                                                   | 8 maja 2015          | 31 maja 2015         |
| 118 | 25 | Until We Die            |                               | Bryan Spicer        | Peter M. Lenkov, Steven Lilien, Bryan Wynbrandt                   | 8 maja 2015          | 14 czerwca 2015      |

## Sezon 6 (2015-2016)
11 maja 2015 roku, stacja CBS zamówiła oficjalnie 6 sezon serialu.
| Nr  | #  | Tytuł                                       | Polski tytuł                    | Reżyseria         | Scenariusz                                      | Premiera             | Premiera             |
| --- | -- | ------------------------------------------- | ------------------------------- | ----------------- | ----------------------------------------------- | -------------------- | -------------------- |
| 119 | 1  | Do Not Disturb the Water that is Tranquil   | Nie zaburzaj spokojnej wody     | Bryan Spicer      | Peter M. Lenkov, Eric Guggenheim                | 25 września 2015     | 21 października 2015 |
| 120 | 2  | Ashes To Ashes                              | Powstać z popiołów              | Sylvain White     | John Dove                                       | 2 października 2015  | 28 października 2015 |
| 121 | 3  | The Chilling Storm is on the Mountain       | Chłodne burze są tylko w górach | Joe Dante         | Peter M. Lenkov, Steven Lilien, Bryan Wynbrandt | 9 października 2015  | 4 listopada 2015     |
| 122 | 4  | Best Laid Plans                             | Spisek doskonały                | Maja Vrvilo       | Eric Guggenheim, David Wolkove                  | 16 października 2015 | 11 listopada 2015    |
| 123 | 5  | Big Lie                                     | Wielkie kłamstwo                | Eagle Egilsson    | David Wolkove, Sue Palmer                       | 23 października 2015 | 18 listopada 2015    |
| 124 | 6  | Monsters                                    | Potwory                         | Joe Dante         | Matt Wheeler                                    | 30 października 2015 | 25 listopada 2015    |
| 125 | 7  | Day Trippers                                | Wycieczka                       | Hanelle Culpepper | Ken Solarz                                      | 6 listopada 2015     | 2 grudnia 2015       |
| 126 | 8  | The Artful Dodger                           | Farbowany lis                   | Joel Surnow       | Peter M. Lenkov, Steven Lilien, Bryan Wynbrandt | 13 listopada 2015    | 9 grudnia 2015       |
| 127 | 9  | Charade                                     | Przykrywka                      | Bobby Roth        | Carmen Pilar Golden                             | 20 listopada 2015    | 16 grudnia 2015      |
| 128 | 10 | The Sweet Science                           | Świat boksu                     | Bryan Spicer      | John Dove                                       | 11 grudnia 2015      | 8 lutego 2016        |
| 129 | 11 | One’s Personal Sense of Responsibility      | Roztropny człowiek              | Sylvain White     | David Wolkove                                   | 8 stycznia 2016      | 15 lutego 2016       |
| 130 | 12 | Love Gives Life Within                      | Miłość, ziarno życia            | Maja Vrvilo       | Steve Douglas-Craig, John Dove, Eric Guggenheim | 15 stycznia 2016     | 22 lutego 2016       |
| 131 | 13 | Hold The Breath                             | Wstrzymany oddech               | Stephen Herek     | Peter M. Lenkov, Eric Guggenheim                | 22 stycznia 2016     | 29 lutego 2016       |
| 132 | 14 | Misery Loves Company                        | Nieszczęścia chodzą parami      | Peter Weller      | Matt Wheeler                                    | 12 lutego 2016       | 7 marca 2016         |
| 133 | 15 | The Good Soldie                             | Wojownik o złotym sercu         | Bryan Spicer      | Carmen Pilar Golden, Sue Palmer                 | 19 lutego 2016       | 14 marca 2016        |
| 134 | 16 | The Solid Cornerstone                       | Solidna podstawa                | Jerry Levine      | Peter M. Lenkov, Steven Lilien, Bryan Wynbrandt | 26 lutego 2016       | 21 marca 2016        |
| 135 | 17 | Assets                                      | Agenci                          | Maja Vrvilo       | Eric Guggenheim                                 | 11 marca 2016        | 28 marca 2016        |
| 136 | 18 | The Hunter                                  | Myśliwy                         | Eagle Egilsson    | Travis Donnelly, Matt Wheeler                   | 4 kwietnia 2016      | 2 maja 2016          |
| 137 | 19 | Care For One’s People                       | Rodzina jest najważniejsza      | Brad Tanenbaum    | Ken Solarz, Bill Haynes                         | 8 kwietnia 2016      | 9 maja 2016          |
| 138 | 20 | Rampage                                     | Postrach                        | Jerry Levine      | Steven Lilien, Bryan Wynbrandt, Sean O'Reilly   | 15 kwietnia 2016     | 16 maja 2016         |
| 139 | 21 | The Cost of Freedom                         | Cena wolności                   | Peter Weller      | John Dove                                       | 22 kwietnia 2016     | 23 maja 2016         |
| 140 | 22 | For the World to Know                       | Wyznanie win                    | Bryan Spicer      | David Wolkove                                   | 29 kwietnia 2016     | 30 maja 2016         |
| 141 | 23 | Blood Ties                                  | Więzy krwi                      | Maja Vrvilo       | Eric Guggenheim                                 | 6 maja 2016          | 6 czerwca 2016       |
| 142 | 24 | The Entrance is Stopped with a Spider's Web | Pajęcza sieć                    | Stephen Herek     | Steven Lilien, Bryan Wynbrandt                  | 13 maja 2016         | 13 czerwca 2016      |
| 143 | 25 | My Desire is Only for the Chief             |                                 | Bryan Spicer      | Peter M. Lenkov, Matt Wheeler                   | 13 maja 2016         | 20 czerwca 2016      |

## Sezon 7 (2016-2017)
25 marca 2016 roku, stacja CBS zamówiła oficjalnie 7 sezon serialu.
| Nr  | #  | Tytuł                                                | Polski tytuł              | Reżyseria      | Scenariusz                       | Premiera             | Premiera             |
| --- | -- | ---------------------------------------------------- | ------------------------- | -------------- | -------------------------------- | -------------------- | -------------------- |
| 144 | 1  | Ready to Play?                                       | Zabawa                    | Bryan Spicer   | Peter M. Lenkov, Eric Guggenheim | 23 września 2016     | 20 października 2016 |
| 145 | 2  | For Queen and Country                                | Za królową i ojczyznę     | Sylvain White  | David Wolkove, Matt Wheeler      | 30 września 2016     | 27 października 2016 |
| 146 | 3  | New Player                                           | Nowy gracz                | Bryan Spicer   | Peter M. Lenkov, Cyrus Nowrasteh | 7 października 2016  | 3 listopada 2016     |
| 147 | 4  | The Fire of Kamile Rises in Triumph                  | Popioły zwycięstwa        | Bronwen Hughes | Peter M. Lenkov, Cyrus Nowrasteh | 14 października 2016 | 10 listopada 2016    |
| 148 | 5  | The Stand                                            | Karabiny ojca             | Bobby Roth     | Jason Gavin, Derek Santos Olsen  | 21 października 2016 | 17 listopada 2016    |
| 149 | 6  | House of Horrors                                     | Dom strachów              | Ron Underwood  | David Wolkove, Matt Wheeler      | 28 października 2016 | 24 listopada 2016    |
| 150 | 7  | Mother and Son                                       | Matka i syn               | Bryan Spicer   | Eric Guggenheim, David Wolkove   | 4 listopada 2016     | 1 grudnia 2016       |
| 151 | 8  | Rite of Passage                                      | Rytuał przejścia          | Brad Tanenbaum | Ron Hanning                      | 11 listopada 2016    | 8 grudnia 2016       |
| 152 | 9  | Two Days in November                                 | Dwa dni w listopadzie     | Maja Vrvilo    | Sean Farina                      | 18 listopada 2016    | 15 grudnia 2016      |
| 153 | 10 | The Burden                                           | Brzemię                   | Carlos Bernard | Helen Shang, Zoe Robyn           | 9 grudnia 2016       | 2 lutego 2017        |
| 154 | 11 | Snatchback                                           | Odbicie zakładnika        | Jennifer Lynch | Matt Wheeler                     | 16 grudnia 2016      | 9 lutego 2017        |
| 155 | 12 | The Deal                                             | Umowa                     | Joe Dante      | David Wolkove, Matt Wheeler      | 6 stycznia 2017      | 16 lutego 2017       |
| 156 | 13 | The Clouds Always Return to Awalua                   | Chmury nad Awalua         | Jim Jost       | Cyrus Nowrasteh                  | 13 stycznia 2017     | 23 lutego 2017       |
| 157 | 14 | Line in the Sand                                     | Granica na piasku         | Peter Weller   | Sean O'Reilly                    | 20 stycznia 2017     | 2 marca 2017         |
| 158 | 15 | Big Game                                             | Obława                    | Bryan Spicer   | Helen Shang                      | 3 lutego 2017        | 9 marca 2017         |
| 159 | 16 | Crazy In Love                                        | Szalona miłość            | Jerry Levine   | David Wolkove, Matt Wheeler      | 10 lutego 2017       | 16 marca 2017        |
| 160 | 17 | Hunting Monsters                                     | Polowanie na potwory      | Roderick Davis | Rob Hanning                      | 17 lutego 2017       | 23 marca 2017        |
| 161 | 18 | Handle with Care                                     | Niebezpieczny ładunek     | Eagle Egilsson | Zoe Robyn                        | 24 lutego 2017       | 30 marca 2017        |
| 162 | 19 | Exodus                                               | Ucieczka                  | Bronwen Hughes | Eric Guggenheim                  | 10 marca 2017        | 6 kwietnia 2017      |
| 163 | 20 | The Fishhooks of the Fishers become Entangled        | Splątane sieci            | Jerry Levine   | Matt Wheeler                     | 31 marca 2017        | 11 maja 2017         |
| 164 | 21 | The Water is Dried Up                                |                           | Eagle Egilsson | Peter M. Lenkov, Eric Guggenheim | 7 kwietnia 2017      | 18 maja 2017         |
| 165 | 22 | Black Tears                                          | Czarne łzy                | Bryan Spicer   | David Wolkove                    | 14 kwietnia 2017     | 25 maja 2017         |
| 166 | 23 | Prelude                                              | Preludium                 | Maja Vrvilo    | Helen Shang, Zoe Robyn           | 28 kwietnia 2017     | 1 czerwca 2017       |
| 167 | 24 | A Croaking By Hina's Mudhen                          | Niewiarygodne ostrzeżenie | Krishna Rao    | Rob Hanning                      | 5 maja 2017          | 8 czerwca 2017       |
| 168 | 25 | The Life of the Land is Perpetuated in Righteousness | Praworządna niepodległość | Bryan Spicer   | Peter M. Lenkov, Eric Guggenheim | 12 maja 2017         | 15 czerwca 2017      |

## Sezon 8 (2017-2018)
23 marca 2017 roku, stacja CBS zamówiła oficjalnie 8 sezon serialu.
| Nr  | #  | Tytuł                                                                            | Polski tytuł                       | Reżyseria       | Scenariusz                                    | Premiera             | Premiera             |
| --- | -- | -------------------------------------------------------------------------------- | ---------------------------------- | --------------- | --------------------------------------------- | -------------------- | -------------------- |
| 169 | 1  | Fire Will Never Say that It Has Had Enough                                       | Nienasycony ogień                  | Bryan Spicer    | Peter M. Lenkov, Eric Guggenheim, Rob Hanning | 29 września 2017     | 26 października 2017 |
| 170 | 2  | Dog Days                                                                         | Pieskie życie                      | Tara Miele      | David Wolkove, Matt Wheeler                   | 6 października 2017  | 2 listopada 2017     |
| 171 | 3  | Your Knife, My Back. My Gun, Your Head                                           | Wolny strzelec                     | Eagle Egilsson  | David Wolkove, Matt Wheeler                   | 13 października 2017 | 9 listopada 2017     |
| 172 | 4  | No Matter How Much One Covers a Steaming Imu, The Smoke Will Rise                | Nie ma dymu bez ognia              | Antonio Negret  | Rob Hanning                                   | 20 października 2017 | 16 listopada 2017    |
| 173 | 5  | The Land of Activities                                                           | Wyspa wrażeń                       | Bronwen Hughes  | Peter M. Lenkov, Eric Guggenheim              | 3 listopada 2017     | 30 listopada 2017    |
| 174 | 6  | Unfolded by the Water Are the Faces of the Flowers                               | Kwiaty kwitną tam, gdzie jest woda | Carlos Bernard  | Eric Guggenheim, Zoe Robyn                    | 10 listopada 2017    | 7 grudnia 2017       |
| 175 | 7  | The Royal Eyes Rest Above                                                        | Na oczach bogów                    | Bryan Spicer    | Peter M. Lenkov, Eric Guggenheim              | 17 listopada 2017    | 14 grudnia 2017      |
| 176 | 8  | The Trail Leads to a Diving Place; Do Not Follow After                           | Droga do zatracenia                | Ron Underwood   | Liz Alper, Ally Seibert                       | 1 grudnia 2017       | 21 grudnia 2017      |
| 177 | 9  | Death at Sea                                                                     | Śmierć na morzu                    | Maja Vrvilo     | David Wolkove, Matt Wheeler                   | 8 grudnia 2017       | 22 lutego 2018       |
| 178 | 10 | The Future is in the Past                                                        | Dzień wczorajszy, dzień jutrzejszy | Peter Weller    | Zoe Robyn                                     | 15 grudnia 2017      | 1 marca 2018         |
| 179 | 11 | A Tall Tree Stands Above the Others                                              | Wzór do naśladowania,              | Tara Miele      | Rob Hanning                                   | 15 grudnia 2017      | 8 marca 2018         |
| 180 | 12 | The Round Up                                                                     | Aresztowania                       | Eagle Egilsson  | David Wolkove, Matt Wheeler                   | 5 stycznia 2018      | 15 marca 2018        |
| 181 | 13 | What is Gone is Gone                                                             | Rozlane mleko                      | Roderick Davis  | Sean O'Reilly                                 | 12 stycznia 2018     | 22 marca 2018        |
| 182 | 14 | The Children of Kalaihaohia                                                      | Materialne dzieci                  | Peter Weller    | Peter M. Lenkov, Eric Guggenheim              | 19 stycznia 2018     | 29 marca 2018        |
| 183 | 15 | A Coral Reef Strengthens out into Land                                           | Twardy jak rafa                    | Bryan Spicer    | David Wolkove, Matt Wheeler                   | 2 lutego 2018        | 5 kwietnia 2018      |
| 184 | 16 | Only the Stars of Heaven Know Where Pae Is                                       | Zapisane w gwiazdach               | Jerry Levine    | David Wolkove, Matt Wheeler                   | 2 marca 2018         | 12 kwietnia 2018     |
| 185 | 17 | The Fire Blazed Up, Then Only Ashes Were Left                                    |                                    | Maja Vrvilo     | Liz Alper, Ally Seibert                       | 9 marca 2018         | 19 kwietnia 2018     |
| 186 | 18 | To Do One's Duty                                                                 |                                    | Alex O'Loughlin | David Wolkove, Matt Wheeler                   | 30 marca 2018        | 26 kwietnia 2018     |
| 187 | 19 | No One Has Ever Died For the Mistakes He Has Made; Only Because He Didn't Repent | Nie błędy zabijają, a brak skruchy | Jennifer Lynch  | Rob Hanning, Ashley Dizon                     | 6 kwietnia 2018      | 17 maja 2018         |
| 188 | 20 | Kind Is the Bird of Kaiona                                                       | Dobry ptak Kaiony                  | Bryan Spicer    | Rob Hanning, Sean O'Reilly                    | 13 kwietnia 2018     | 24 maja 2018         |
| 189 | 21 | The Answer To The Riddle Is Seen                                                 | Oczywista prawda                   | Eagle Egilsson  | David Wolkove, Matt Wheeler                   | 20 kwietnia 2018     | 31 maja 2018         |
| 190 | 22 | Though the Fish is Well Salted, the Maggots Crawl                                | Zgnilizna                          | Ruba Nadda      | Rob Hanning, Rachael Paradis                  | 27 kwietnia 2018     | 7 czerwca 2018       |
| 191 | 23 | What Parents Will Do, Children Will Do                                           | Niedaleko pada jabłko od jabłoni   | Jim Jost        | Peter M. Lenkov, Matt Wheeler                 | 4 maja 2018          | 14 czerwca 2018      |
| 192 | 24 | The Tough Branch That Does Not Break in the Kona Gale                            | Twarda sztuka z Kona Glae          | Krishna Rao     | Alex O'Loughlin, Zoe Robyn                    | 11 maja 2018         | 21 czerwca 2018      |
| 193 | 25 | Ancients Exposed                                                                 | Aż do śmierci                      | Bryan Spicer    | Peter M. Lenkov, Eric Guggenheim              | 18 maja 2018         | 28 czerwca 2018      |

## Sezon 9 (2018-2019)
18 kwietnia 2018 roku, stacja CBS zamówiła oficjalnie 9 sezon serialu.
| Nr  | #  | Tytuł                                                                                  | Polski tytuł                          | Reżyseria           | Scenariusz                                    | Premiera             | Premiera             |
| --- | -- | -------------------------------------------------------------------------------------- | ------------------------------------- | ------------------- | --------------------------------------------- | -------------------- | -------------------- |
| 194 | 1  | Cocoon                                                                                 | Kokon                                 | Bryan Spicer        | Leonard Freeman, Peter M. Lenkov              | 28 września 2018     | 29 października 2018 |
| 195 | 2  | The Man who Fell from the Sky                                                          | Człowiek, który spadł z nieba         | Eagle Egilsson      | David Wolkove, Matt Wheeler                   | 5 października 2018  | 5 listopada 2018     |
| 196 | 3  | When the sea draws out in the tidal wave, the rocks where the cowries hide are exposed | Prawdziwa natura                      | Antonio Negret      | Rob Hanning                                   | 12 października 2018 | 12 listopada 2018    |
| 197 | 4  | On the Slope of the Cliff, Not One Jutting Rock Is Hidden from Sight                   | Wyboista droga                        | Ron Underwood       | Talia Gonzalez, Bisanne Masoud                | 19 października 2018 | 19 listopada 2018    |
| 198 | 5  | Nothing More the Eyes to Search For                                                    | Zaspokojenie                          | Liz Allen Rosenbaum | Zoe Robyn, Sean O'Reilly                      | 26 października 2018 | 26 listopada 2018    |
| 199 | 6  | Is Borne on the Back; Is Borne in the Arms                                             | Zaspokojenie                          | Peter Weller        | Rob Hanning, Paul Grellong                    | 2 listopada 2018     | 3 grudnia 2018       |
| 200 | 7  | The Smoke Seen in the Dream Now Rises                                                  | Koszmar na jawie                      | Brian Spicer        | Peter M. Lenkov, David Wolkove, Matt Wheeler  | 9 listopada 2018     | 10 grudnia 2018      |
| 201 | 8  | Birds of a Feather...                                                                  | Ciągnie swój do swego                 | Carlos Bernard      | Chi McBride                                   | 16 listopada 2018    | 17 grudnia 2018      |
| 202 | 9  | Truth Comes From the Night                                                             | Nocna prawda                          | Brad Tanenbaum      | Christos Gage, Ruth Fletcher Gage             | 30 listopada 2018    | 4 lutego 2019        |
| 203 | 10 | When the Light Goes Out, the House is Dark                                             | Gasnące światła                       | Gabriel Beristain   | Paul Grellong                                 | 7 grudnia 2018       | 11 lutego 2019       |
| 204 | 11 | Gone on the Road from which There Is No Returning                                      | Droga bez powrotu                     | Carl Weathers       | Matt Wheeler, David Wolkove                   | 4 stycznia 2019      | 18 lutego 2019       |
| 205 | 12 | A Bruise Inflicted on an Innocent Person Vanishes Quickly                              | Krew niewinnych                       | Roderick Davis      | Zoe Robyn                                     | 11 stycznia 2019     | 25 lutego 2019       |
| 206 | 13 | Those Above are Descending                                                             | Na samym dnie                         | Karen Gaviola       | Johnny Richardson, Rob Hanning, Sean O’Reilly | 18 stycznia 2018     | 4 marca 2019         |
| 207 | 14 | Depressed with the Heat of Kealwalua                                                   | Żar Keawalua                          | Peter Weller        | Paul Grellong                                 | 1 lutego 2019        | 11 marca 2019        |
| 208 | 15 | Made Prisoner by the Reign of the Rain                                                 |                                       | Karen Gaviola       | Rob Hanning                                   | 15 lutego 2019       | 18 marca 2019        |
| 209 | 16 | When Covetousness is Conceived, Sin is Born                                            | Chciwość                              | Jerry Levine        | Talia Gonzalez, Bisanne Masoud                | 22 lutego 2019       | 25 marca 2019        |
| 210 | 17 | Offer Young Taro Leaves to                                                             | Konflikt interesów                    | Alex O'Loughlin     | David Wolkove, Matt Wheeler                   | 22 lutego 2019       | 22 kwietnia 2019     |
| 211 | 18 | He who eats 'ape is bound to have his mouth itch                                       | Jak sobie pościelesz, tak się wyśpisz | Eagle Egilsson      | Matt Wheeler, David Wolkove                   | 8 marca 2019         | 29 kwietnia 2019     |
| 212 | 19 | The octopus of the deep spews its ink                                                  |                                       | Maja Vrvilo         | Christos Gage, Ruth Fletcher Gage             | 15 marca 2019        | 6 maja 2019          |
| 213 | 20 | Way of the Gun                                                                         |                                       | David Straiton      | Paul Grellong                                 | 5 kwietnia 2019      | 13 maja 2019         |
| 214 | 21 | Offspring of an Owl                                                                    |                                       | Jerry Levine        | David Wolkove, Matt Wheeler                   | 12 kwietnia 2019     | 20 maja 2019         |
| 215 | 22 | The teacher, the pupil-let it come forth                                               | Historia nauczyciela i ucznia         | Brad Turner         | Rob Hanning, Ashley Dizon                     | 26 kwietnia 2019     | 27 maja 2019         |
| 216 | 23 | A stranger only for a day                                                              | Nowy gość                             | Gabriel Beristain   | Zoe Robyn                                     | 3 maja 2019          | 3 czerwca 2019       |
| 217 | 24 | The hand is at fault                                                                   |                                       | Peter Weller        | Paul Grellong, Sean O'Reilly                  | 10 maja 2019         | 10 czerwca 2019      |
| 218 | 25 | Endlessly Pours the Rain of Waianae                                                    |                                       | Eagle Egilsson      | Matt Wheeler, David Wolkove                   | 17 maja 2019         | 17 czerwca 2019      |

## Sezon 10 (2019-2020)
10 maja 2019 roku, stacja CBS zamówiła oficjalnie 10 sezonu serialu.
| Nr  | #  | Tytuł                                                                     | Polski tytuł                                  | Reżyseria        | Scenariusz                                   | Premiera             | Premiera             |
| --- | -- | ------------------------------------------------------------------------- | --------------------------------------------- | ---------------- | -------------------------------------------- | -------------------- | -------------------- |
| 219 | 1  | The skin has been hurt by the point of the spear                          | Pierwsza krew                                 | Duane Clark      | Peter M. Lenkov, David Wolkove, Matt Wheeler | 27 września 2019     | 21 października 2019 |
| 220 | 2  | Knocked flat by the wind                                                  | Podmuch zagłady                               | Karen Gaviola    | Talia Gonzalez, Bisanne Masoud               | 4 października 2019  | 28 października 2019 |
| 221 | 3  | Passing time obscures the past                                            | Zamglona przeszłość                           | Brad Turner      | Matt Wheeler, David Wolkove                  | 11 października 2019 | 4 listopada 2019     |
| 222 | 4  | Tiny is the flower, yet it scents the grasses around it                   | Kwiatuszek                                    | Peter Weller     | Zoe Robyn                                    | 18 października 2019 | 11 listopada 2019    |
| 223 | 5  | Don’t blame ghosts and spirits for one’s troubles; a human is responsible | Niewinność upiorów                            | Yangzom Brauen   | Rob Hanning, Zoe Robyn                       | 25 października 2019 | 18 listopada 2019    |
| 224 | 6  | All knowledge is not learned in just one school                           | Szkoła życia                                  | Karen Gaviola    | Duppy Demetrius                              | 1 listopada 2019     | 25 listopada 2019    |
| 225 | 7  | DNA                                                                       | DNA                                           | Alex O'Loughlin  | Alex O'Loughlin                              | 8 listopada 2019     | 13 stycznia 2020     |
| 226 | 8  | That way and this way shifts the sand of Punahoa                          | Niezdecydowany człowiek                       | Carlos Bernard   | Chi McBride, Matt Wheeler                    | 15 listopada 2019    | 20 stycznia 2020     |
| 227 | 9  | The trunkless tree of Kahilikolo                                          | Drzewo bez pnia                               | Ron Underwood    | Paul Grellong, Noah Evslin                   | 22 listopada 2019    | 27 stycznia 2020     |
| 228 | 10 | You and me; it is hidden                                                  | Ukryte relacje                                | Kristin Windell  | Paul Grellong, Rob Hanning                   | 6 grudnia 2019       | 3 lutego 2020        |
| 229 | 11 | To return evil for evil                                                   | Wet za wet                                    | Karen Gaviola    | Kendall Sherwood                             | 13 grudnia 2019      | 10 lutego 2020       |
| 230 | 12 | Where were you when the rain was pouring?                                 | Prawdziwych przyjaciół poznaje się w biedzie. | Katie Boyum      | Peter M. Lenkov, David Wolkove               | 3 stycznia 2020      | 17 lutego 2020       |
| 231 | 13 | The rat was caught right in the nest                                      | Szczur w potrzasku                            | Antonio Negret   | Kendall Sherwood, Chris Wu                   | 10 stycznia 2020     | 24 lutego 2020       |
| 232 | 14 | There was a lull, and then the wind began to blow about                   | Cisza przed burzą                             | Peter Weller     | Peter M. Lenkov, Paul Grellong               | 31 stycznia 2020     | 2 marca 2020         |
| 233 | 15 | Yours is the mouth of an octopus                                          | Macki ośmiornicy                              | Ian Anthony Dale | Matt Wheeler, Chi McBride                    | 7 lutego 2020        | 9 marca 2020         |
| 234 | 16 | Man is a slave of love                                                    | Niewolnik miłości                             | Jerry Levine     | Rob Hanning                                  | 14 lutego 2020       | 16 marca 2020        |
| 235 | 17 | Like a whirlwind, whirling the dust upward                                | Wielki krzyk o nic                            | Karen Gaviola    | Paul Grellong, Matt Wheeler                  | 21 lutego 2020       | 23 marca 2020        |
| 236 | 18 | Lost in the sea sprays                                                    | Zagubieni na falach                           | Tate Donovan     | Zoe Robyn, Talia Gonzalez, Bisanne Masoud    | 28 lutego 2020       | 30 marca 2020        |
| 237 | 19 | Home go the very tough lads of the hills                                  | Dom twardzieli                                | Geoff Shotz      | Noah Evslin, Rob Hanning                     | 6 marca 2020         | 6 kwietnia 2020      |
| 238 | 20 | A gripping cuttlefish                                                     | Chwytanie mątwy                               | Andi Armaganian  | Kendall Sherwood, Chris Wu                   | 13 marca 2020        | 11 maja 2020         |
| 239 | 21 | He cannot be caught for he is an ulua fish of the deep ocean              | Nieuchwytna zdobycz                           | Roderick Davis   | Peter M. Lenkov, David Wolkove               | 27 marca 2020        | 18 maja 2020         |
| 240 | 22 | Goodbye                                                                   | Aloha                                         | Duane Clark      | Peter M. Lenkov, David Wolkove, Matt Wheeler | 3 kwietnia 2020      | 18 maja 2020         |